# Danilo Venturi
Danilo Venturi (San Martino Buon Albergo, 28 maggio 1926) è un ex calciatore italiano, di ruolo centrocampista.

## Carriera
Dopo aver vestito la maglia della Gallaratese, nel dopoguerra passa al Venezia, dove esordisce in Serie A nella stagione 1949-1950, raccogliendo 6 presenze.